# Czeszewo (gromada)
Czeszewo – dawna gromada, czyli najmniejsza jednostka podziału terytorialnego Polskiej Rzeczypospolitej Ludowej w latach 1954–1972.
Gromady, z gromadzkimi radami narodowymi (GRN) jako organami władzy najniższego stopnia na wsi, funkcjonowały od reformy reorganizującej administrację wiejską przeprowadzonej jesienią 1954 do momentu ich zniesienia z dniem 1 stycznia 1973, tym samym wypierając organizację gminną w latach 1954–1972.
Gromadę Czeszewo z siedzibą GRN w Czeszewie utworzono – jako jedną z 8759 gromad na obszarze Polski – w powiecie wągrowieckim w woj. poznańskim, na mocy uchwały nr 40/54 WRN w Poznaniu z dnia 5 października 1954. W skład jednostki weszły obszary dotychczasowych gromad Czeszewo i Morakowo ze zniesionej gminy Gołańcz, obszar dotychczasowej gromady Kujawki ze zniesionej gminy Wapno oraz obszar dotychczasowej gromady Wiśniewo ze zniesionej gminy Damasławek w tymże powiecie. Dla gromady ustalono 12 członków gromadzkiej rady narodowej.
1 stycznia 1959 z gromady Czeszewo wyłączono miejscowość Wiśniewo, włączając ją do gromady Łekno w tymże powiecie, po czym gromadę Czeszewo zniesiono, a jej (pozostały) obszar włączono do nowo utworzonej gromady Gołańcz-Wschód tamże.